# Xì gà Cuba

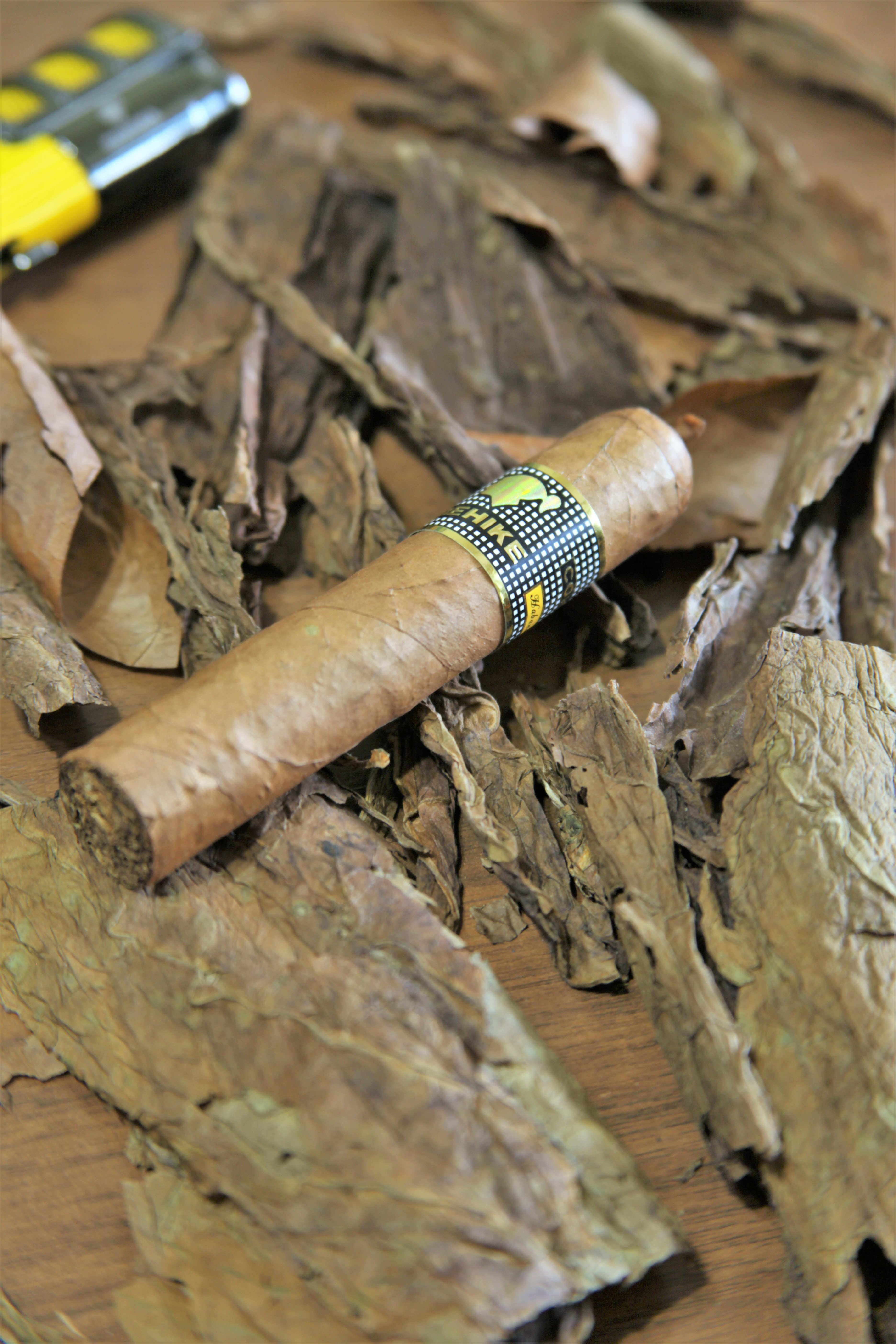
Xì gà Cuba (dòng xì gà Cohiba)

Xì gà Cuba (Cuban cigars) là các loại xì gà được sản xuất tại Cuba từ thuốc lá được trồng tại quốc đảo Cuba, đây là một sản phẩm quan trọng của ngành nông nghiệp Cuba giữ vai trò to lớn trong nền kinh tế Cuba. Theo truyền thống thì những lá thuốc được trồng ở Cuba được coi là một trong những loại "thuốc lá tốt nhất" trên thế giới do điều kiện thổ nhưỡng đặc thù, chúng đồng nghĩa với nền văn hóa của hòn đảo Cuba và đóng góp hơn một phần tư giá trị xuất khẩu của quốc gia này. Chất độn, chất kết dính và lớp vỏ có thể đến từ các khu vực khác nhau trên đảo, mặc dù phần lớn được sản xuất tại tỉnh Pinar del Río, ở các vùng Vuelta Abajo và Semi Vuelta, cũng như tại các trang trại ở vùng Viñales. Tất cả các cơ sở sản xuất xì gà ở Cuba đều do hãng Cubatabaco (Thuốc lá Cuba) thuộc sở hữu nhà nước kiểm soát. Xì gà Cuba cũng được gọi là El Habano (Xì gà Havana). 
Cubatabaco và Habanos SA đều do nhà nước Cuba và doanh nghiệp tư nhân Tây Ban Nha Altadis nắm giữ đang đảm nhiệm thực hiện mọi công việc liên quan đến quy trình tạo ra một điếu xì gà, bao gồm từ sản xuất, kiểm soát chất lượng, quảng bá, phân phối và xuất khẩu. Habanos SA chuyên việc xuất khẩu và phân phối, chủ yếu thông qua đối tác châu Âu là Altadis. Tất cả các sản phẩm hộp đựng xì gà (hộp đựng cao cấp) và nhãn hiệu thiết kế đều được đánh ký hiệu nhận diện thương mại Hecho en Cuba (tiếng Tây Ban Nha có nghĩa là "Sản xuất tại Cuba"). Xì gà được bó bằng máy và hoàn thiện thủ công sẽ được gán nhãn hiệu là Hecho a mano (nghĩa là làm thủ công), trong khi xì gà hoàn toàn làm bằng tay sẽ được ghi nhãn là Totalmente a mano (nghĩa là hoàn toàn làm thủ công). Nghệ nhân cuốn xì gà (Torcedores) những người thợ lành nghề cuốn xì gà bằng tay, họ được xã hội và văn hóa Cuba rất kính trọng và đi khắp thế giới để trình diễn nghệ thuật cuốn xì gà bằng tay. Ngày nay, hầu hết các nghệ nhân Torcedores hoặc Torcedoras là phụ nữ. 

## Lịch sử
Bằng chứng về việc hút thuốc lá của người bản địa ở vùng Caribe đã có từ thế kỷ thứ IX. Trước khi thực dân châu Âu khám phá ra Tân Thế giới vào thế kỷ XV thì hút thuốc lá là điều xa lạ với người châu Âu thời kỳ này. Vào cuối thế kỷ XV, khi đặt chân đến Cuba, những tốp lính thám thính do Christopher Columbus cử đến vùng đất sâu bên trong Cuba đã bẩm báo rằng họ nhìn thấy "những người đàn ông cầm một nửa gỗ cháy trên tay và một số loại thảo mộc để hút, đó là một số loại thảo mộc khô được cho vào một loại lá nào đó, họ hút, hít, nhấp ngụm khói thuốc bằng hơi thở" mà họ gọi bằng cái tên Cohiba có nghĩa là "thuốc lá" trong tiếng Taíno của người bản địa Taíno ở Cuba. Sau sự phát triển của quá trình thực dân hóa châu Âu ở vùng Caribe và sự mở rộng của buôn bán nô lệ châu Phi, thuốc lá đã trở thành một mặt hàng chính yếu được vận chuyển đến châu Âu. Ngay sau các cuộc thám hiểm và nô dịch châu Mỹ, người Tây Ban Nha đã giới thiệu thuốc lá đến các vùng khác của Châu Âu và sự phổ biến của nó đã lan rộng ra khắp châu Âu và thế giới. Đối với các sản phẩm xì gà thì lớp vỏ, lớp lót và lớp kết dính của xì gà đều có thể được trồng ở Cuba, do những đặc điểm thuận lợi về khí hậu và đất đai, thổ nhưỡng. Do Tây Ban Nha tuyên bố chủ quyền đối với Cuba, người Tây Ban Nha đã thống trị ngành công nghiệp thuốc lá mới trong khu vực. Xì gà cuốn ở Cuba không phổ biến ở Tây Ban Nha vào thời điểm đó. Phần lớn thuốc lá đến Tây Ban Nha được chế biến tại Cádiz để làm thành xì gà, hoặc làm thành dạng thuốc lá snuff. Tuy nhiên, những người định cư Tây Ban Nha ở Cuba trở về Tây Ban Nha vẫn giữ "thói quen đắt đỏ và quý tộc là hút xì gà Havana, thứ mà họ đã gửi đến từ Cuba".

## Vai trò

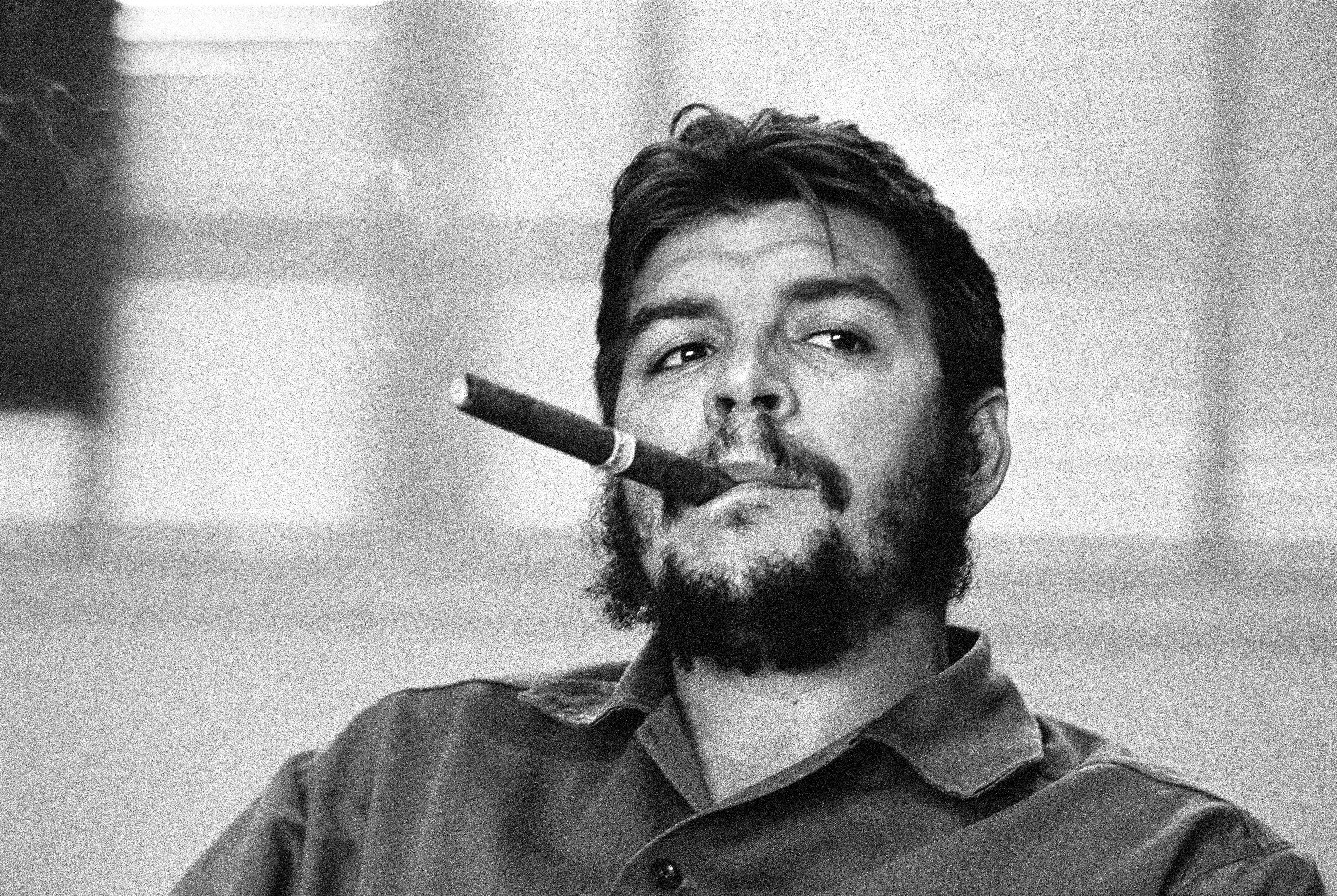
Lãnh tụ cách mạng Che Guevara đang hút xì gà, ông từng nói: "Một điếu xì gà trong lúc nghỉ ngơi là người bạn đồng hành tuyệt vời của người lính đơn độc"

Xì gà vẫn là một trong những mặt hàng xuất khẩu chủ lực hàng đầu của Cuba. Tổng cộng có tới 77 triệu điếu xì gà đã được xuất khẩu vào năm 1991 và 67 triệu điếu vào năm 1992 và 57 triệu điếu vào năm 1993, sự suy giảm này là do nguyên nhân thất bát phần lớn vụ thu hoạch lá thuốc trong một điều kiện thời tiết khắc nghiệt, tiếp theo là cải cách chính sách nông nghiệp quan trọng và các thỏa thuận thương mại quốc tế đã thúc đẩy xuất khẩu xì gà trong những năm tiếp theo. Năm 2016, Cuba đã xuất khẩu xì gà trị giá 445 triệu đô la trên toàn thế giới và vào năm 2017, Cuba đã xuất khẩu khoảng nửa tỷ đô la xì gà. Con số này chiếm 27% hàng hóa xuất khẩu trong năm đó. Do tình trạng được coi trọng và giá xì gà Cuba cao và rất khó trong việc xác định nguồn gốc của một điếu xì gà không có nhãn thì các loại xì gà hàng giả không phải là điều bất thường. Cuba đã đối phó lại xu hướng này thông qua một loạt các bài tập chứng minh tính xác thực, chẳng hạn như con dấu bảo hành và biên lai chính thức của Chính phủ Cuba. 
Xì gà Cuba nói chung có danh tiếng toàn cầu, đặc biệt là dòng xì gà Cohiba cao cấp. Một lý do cho điều này là hương vị mạnh mẽ, kết quả của loại thuốc lá đặc biệt được trồng dưới bóng râm. Sự phổ biến của xì gà Cuba cũng được thể hiện qua nhu cầu gần như liên tục đến từ Trung Âu và Tây Âu nhưng nhu cầu đó cũng mở rộng ra ngoài phương Tây mà Trung Quốc là thị trường lớn thứ ba của xì gà Cuba, mặc dù hệ thống thương mại của Trung Quốc đẩy giá lên đáng kể. Sự quan tâm đến xì gà Cuba cũng ảnh hưởng đến một trong những ngành công nghiệp du lịch Cuba. Du lịch xì gà là một hình thức du lịch Cuba đặc biệt trong đó du khách được đưa đi tham quan nhà máy sản xuất xì gà và được lựa chọn mua xì gà vào cuối chuyến tham quan. Những lần mua này đi kèm với biên lai đặc biệt và giấy chứng nhận hải quan đảm bảo tính xác thực và cho phép vận chuyển xì gà hợp pháp ra khỏi đất nước Cuba. Du lịch xì gà, kết hợp với giá thành đắt đỏ của một điếu xì gà Cuba, khiến một số người Cuba có thể tiếp cận xì gà cố gắng bán chúng với giá hời trên những đường phố ở Cuba. Những người bán hàng này được gọi là "Jineteros" trùng tên gọi với gái mại dâm Cuba. Biên lai giả và giấy chứng nhận hải quan cũng có thể được mua từ những người bán này, với mức giá tăng lên khi biên lai trông có vẻ chân thực hơn. Những hành vi này có rủi ro, vì những người bị phát hiện tham gia có thể bị phạt tiền và bị bắt giữ, câu lưu.

## Hình ảnh

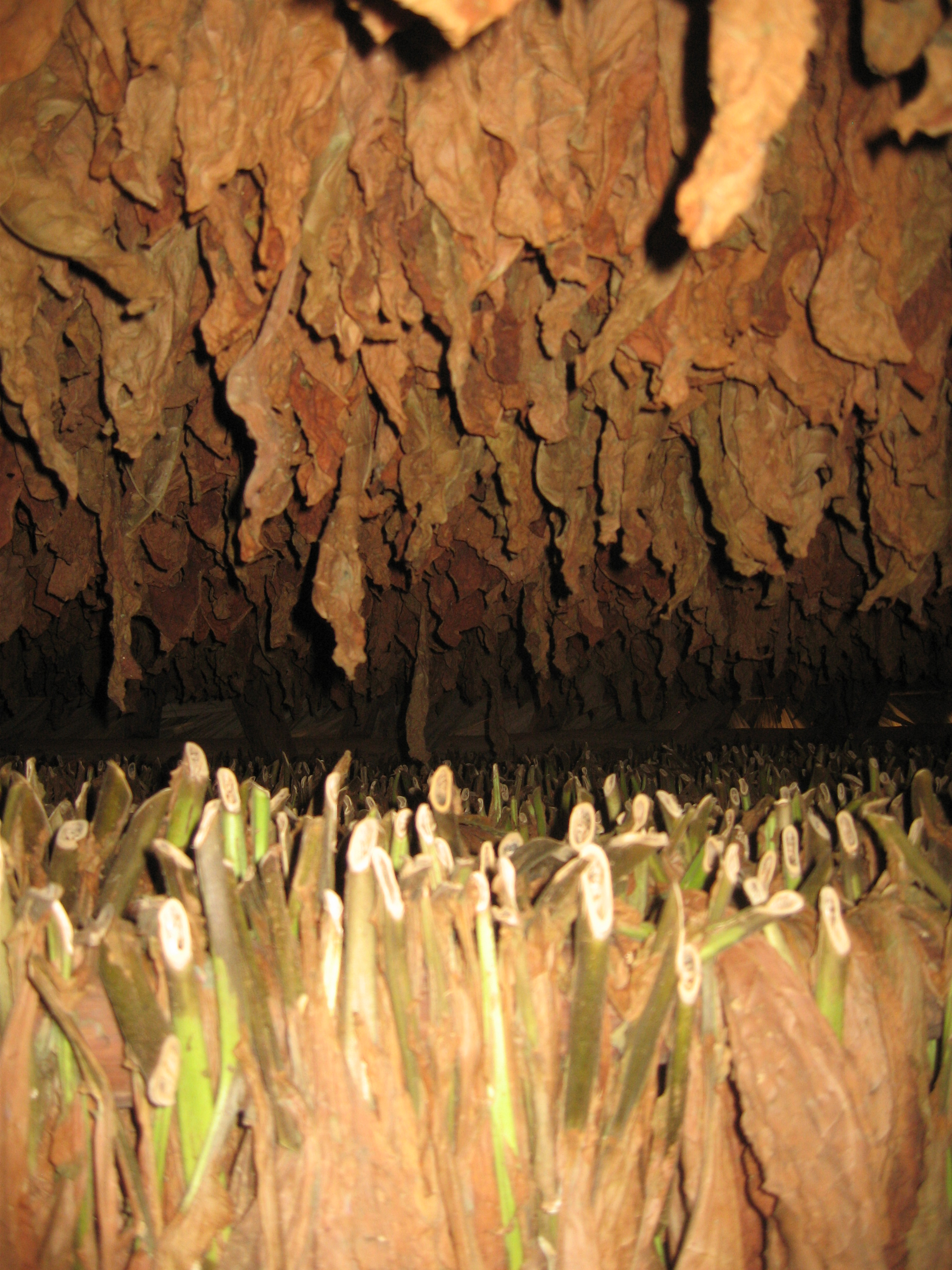
Lá xì gà (Nicotiana tabacum) được ủ khô
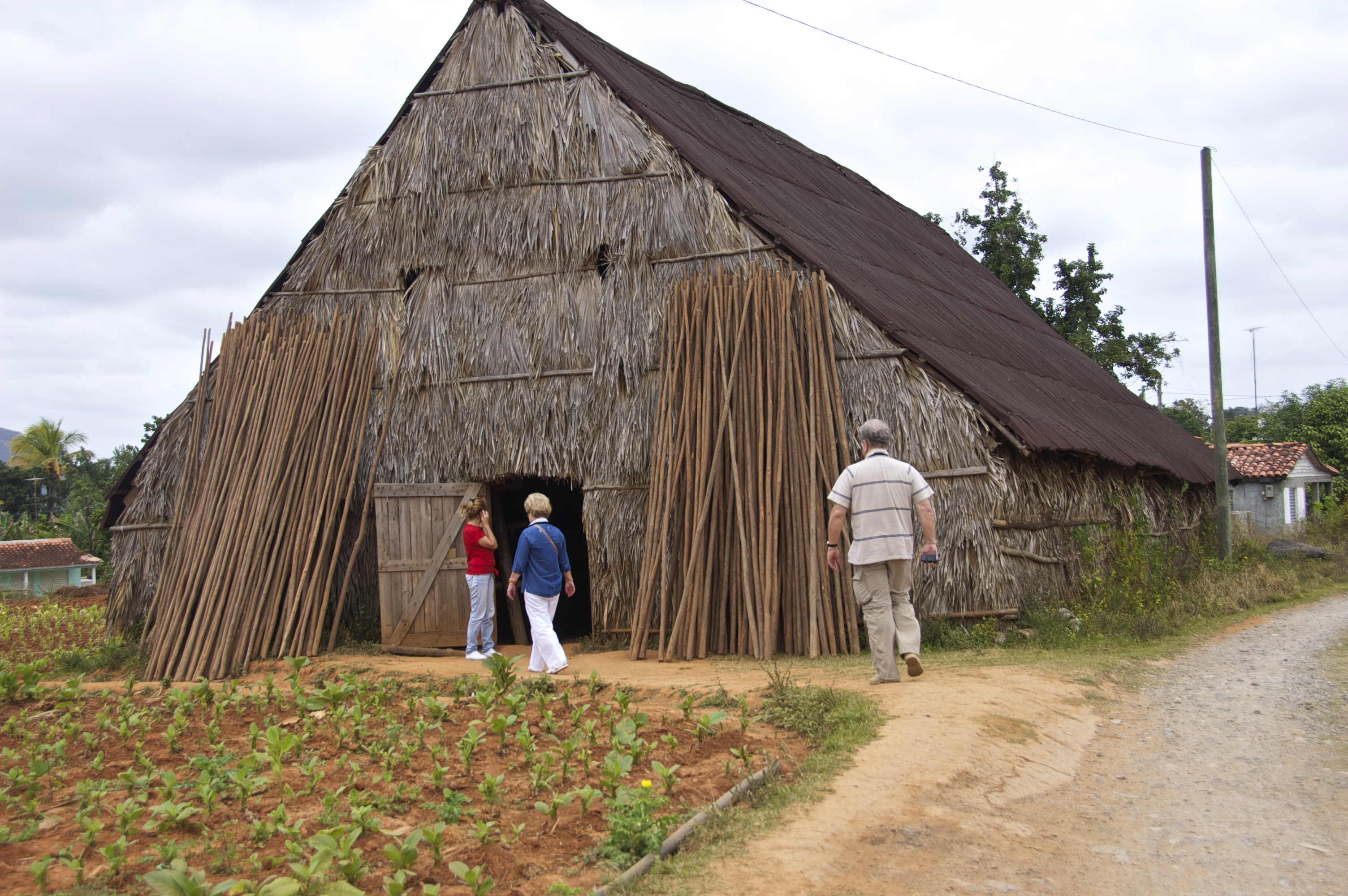
Nhà kho xì gà tại Viñales
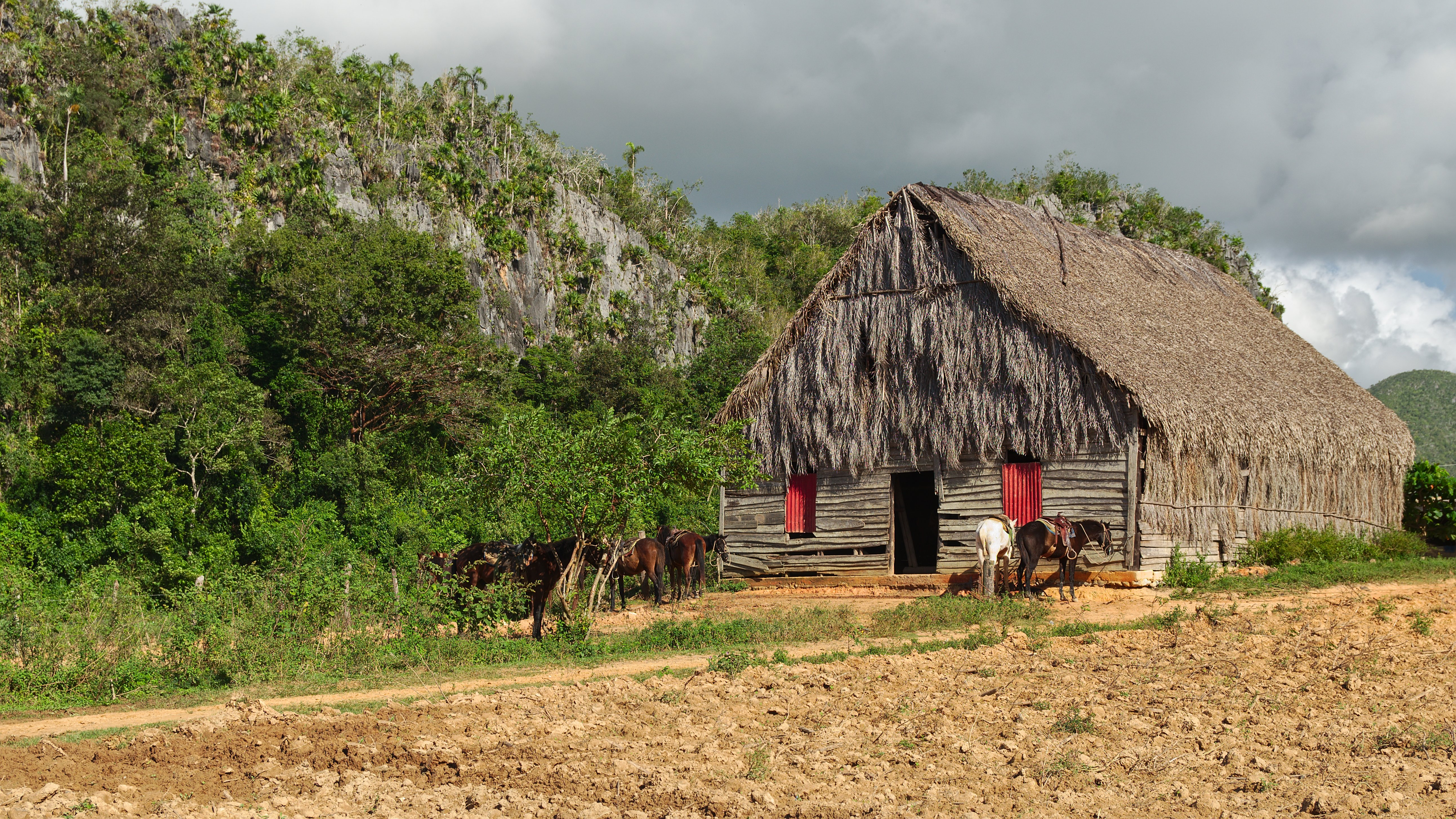
Nhà kho ủ lá xì gà
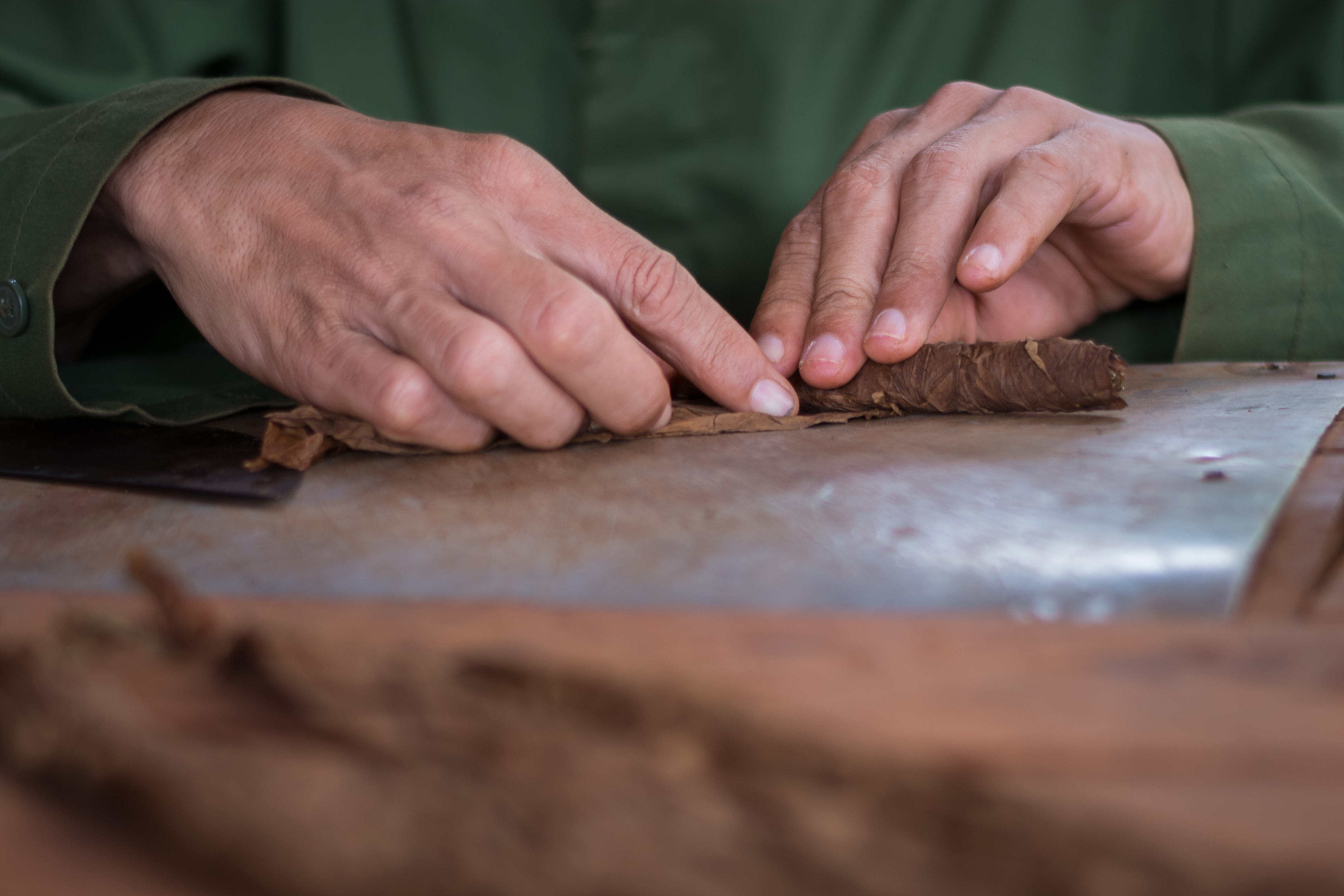
Vấn xì gà bằng tay ở Cuba
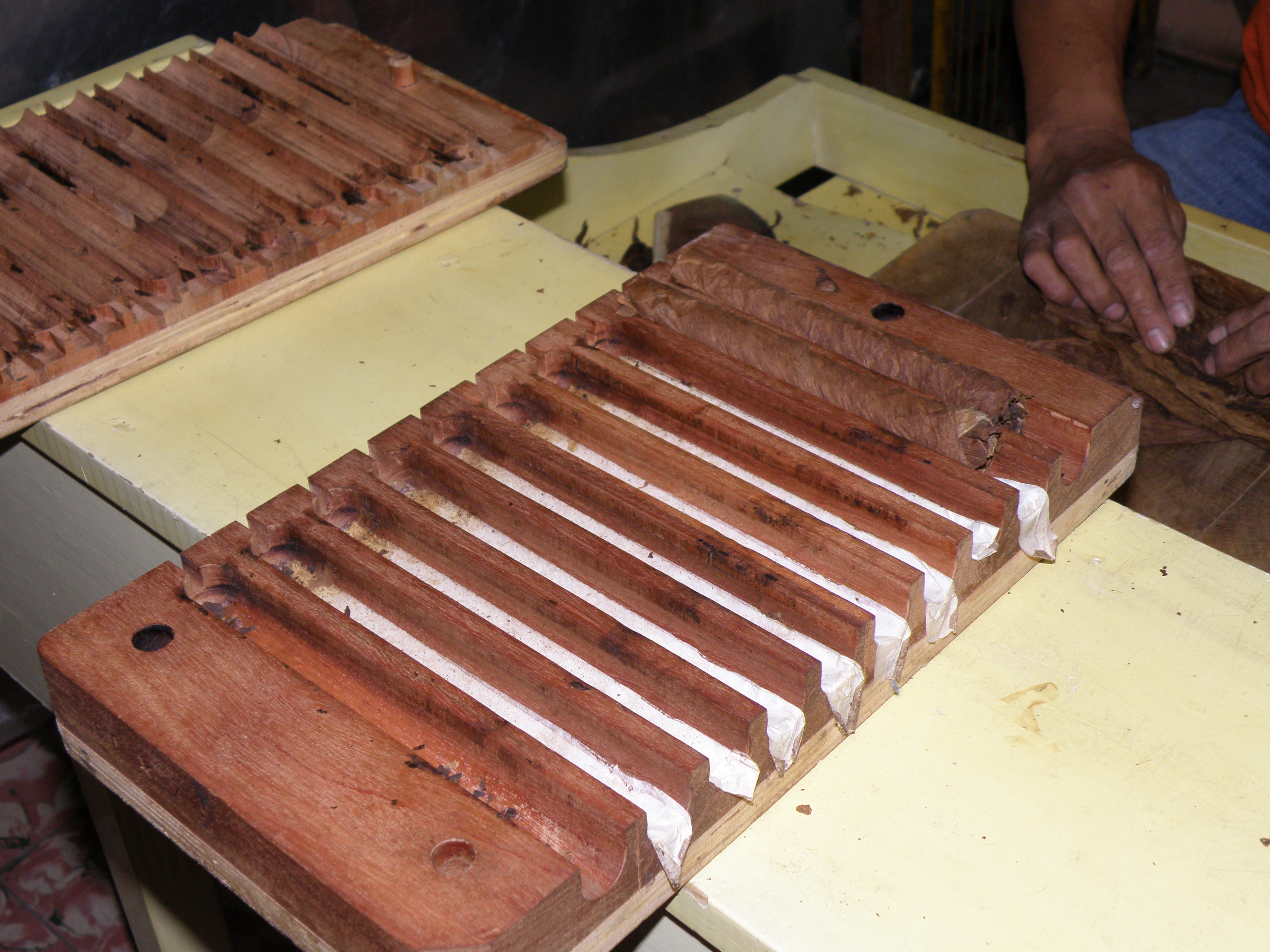
Khay định hình xì gà
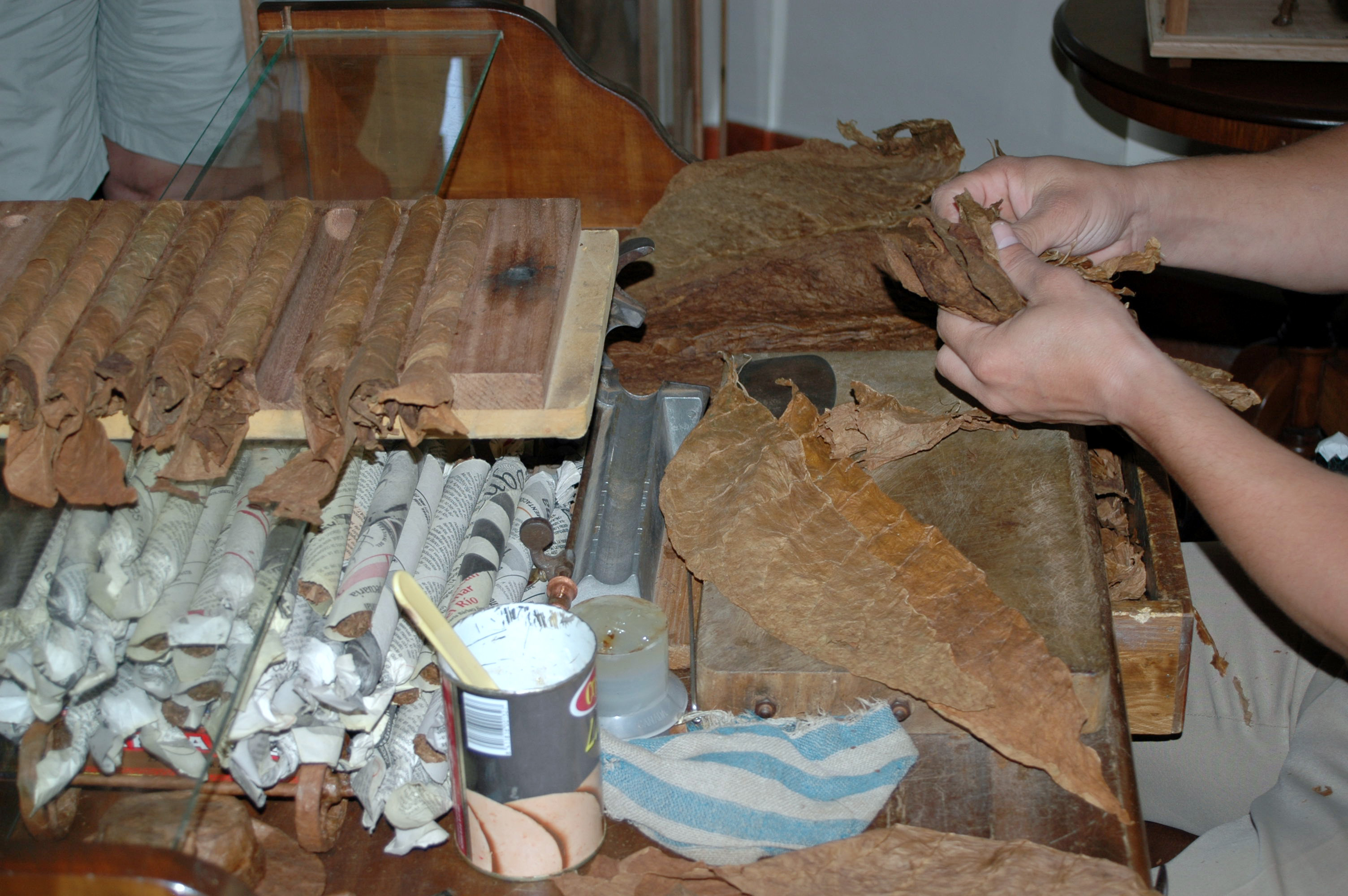
Chọn lá thuốc
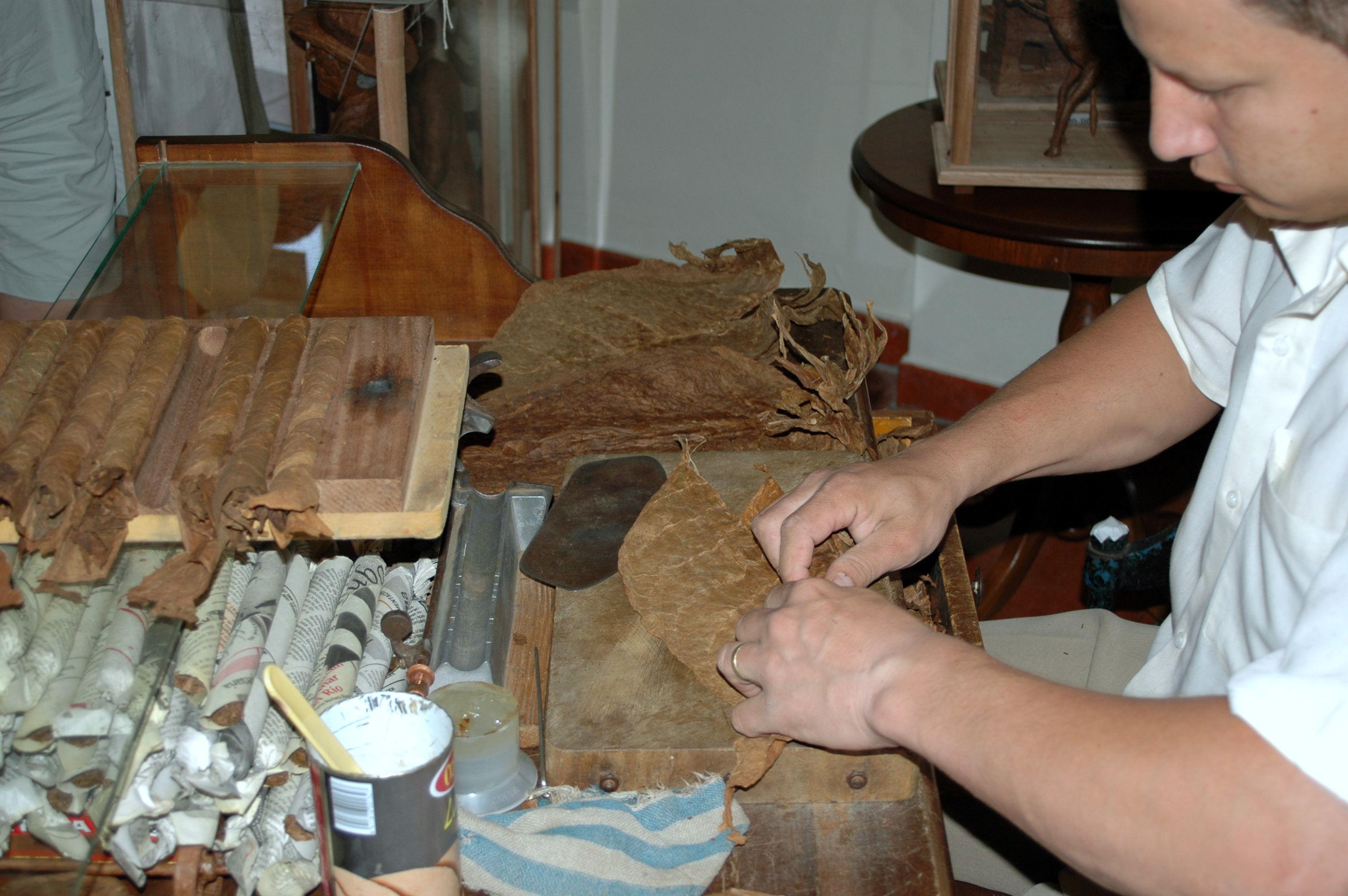
Cắt lá thuốc
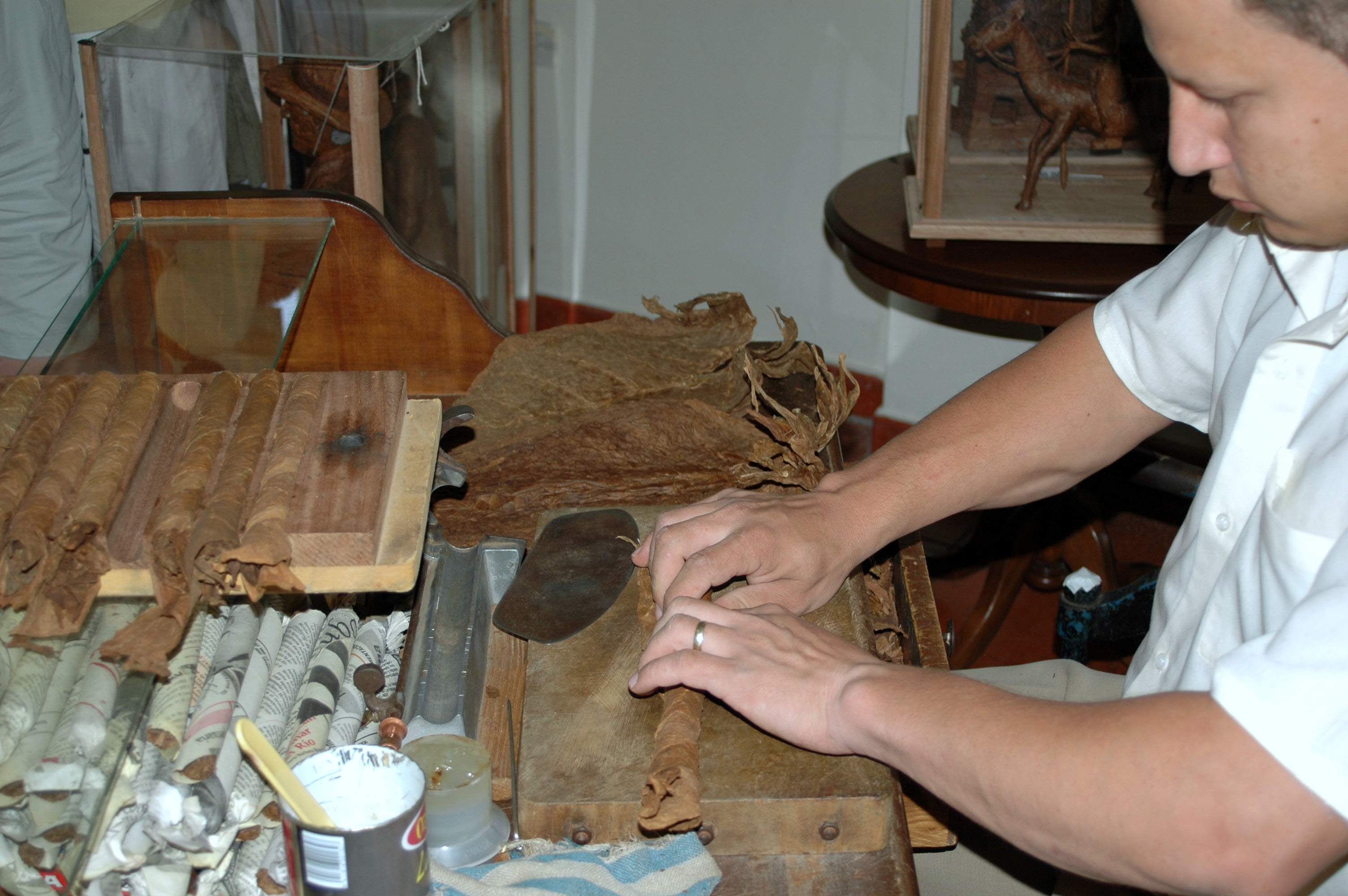
Vấn điếu xì gà
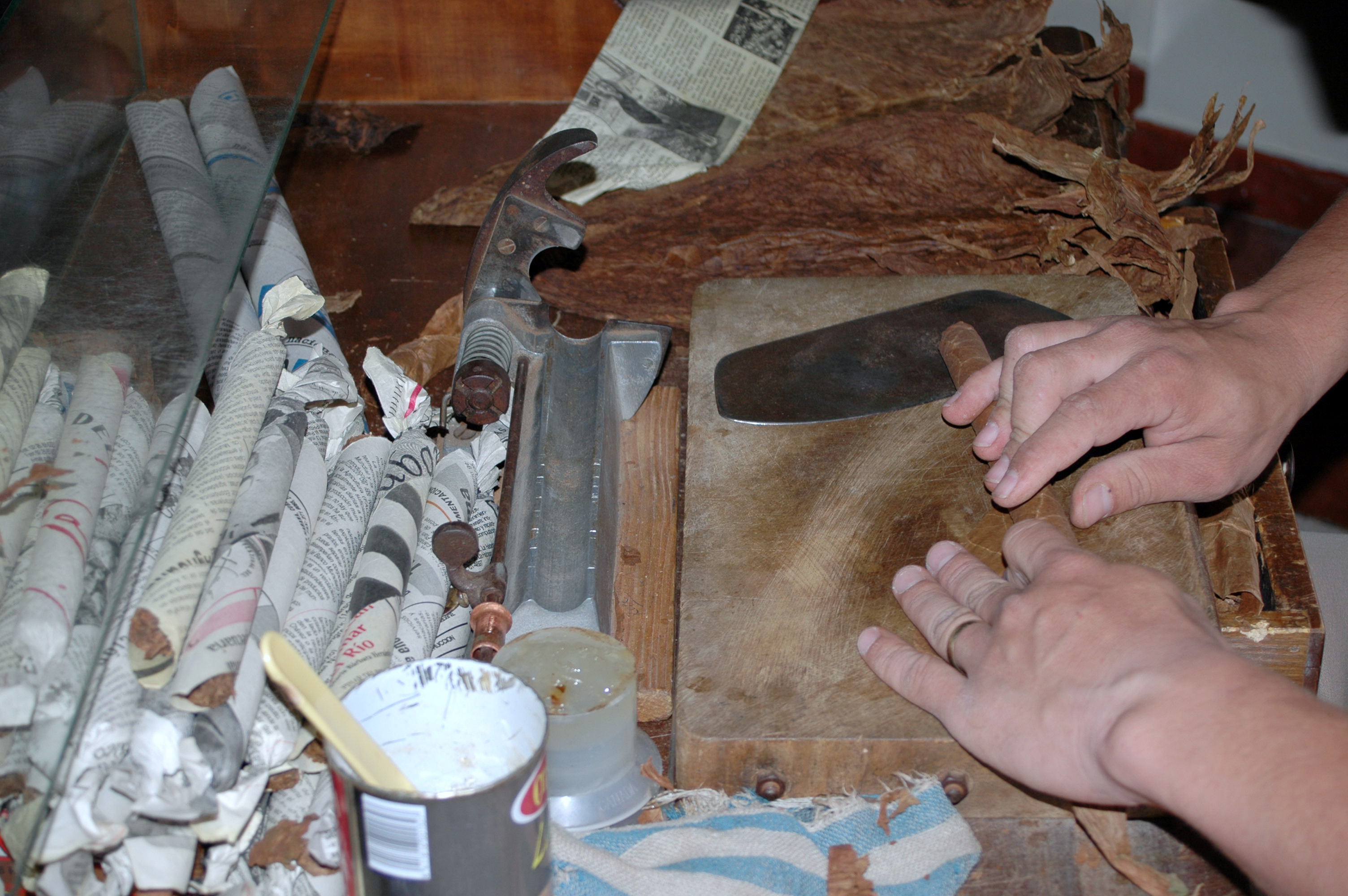
Vê điếu xì gà
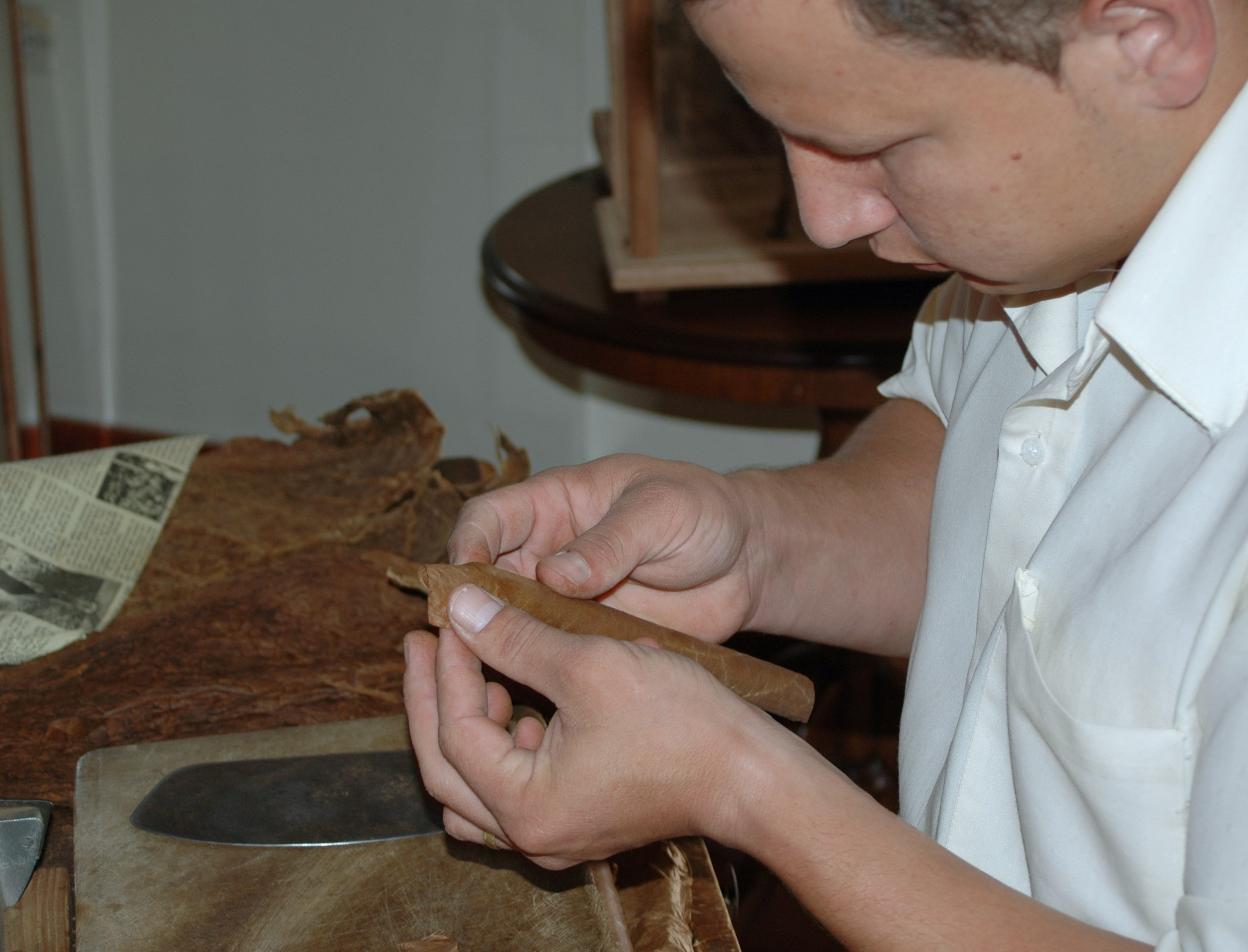
Cuốn xì gà
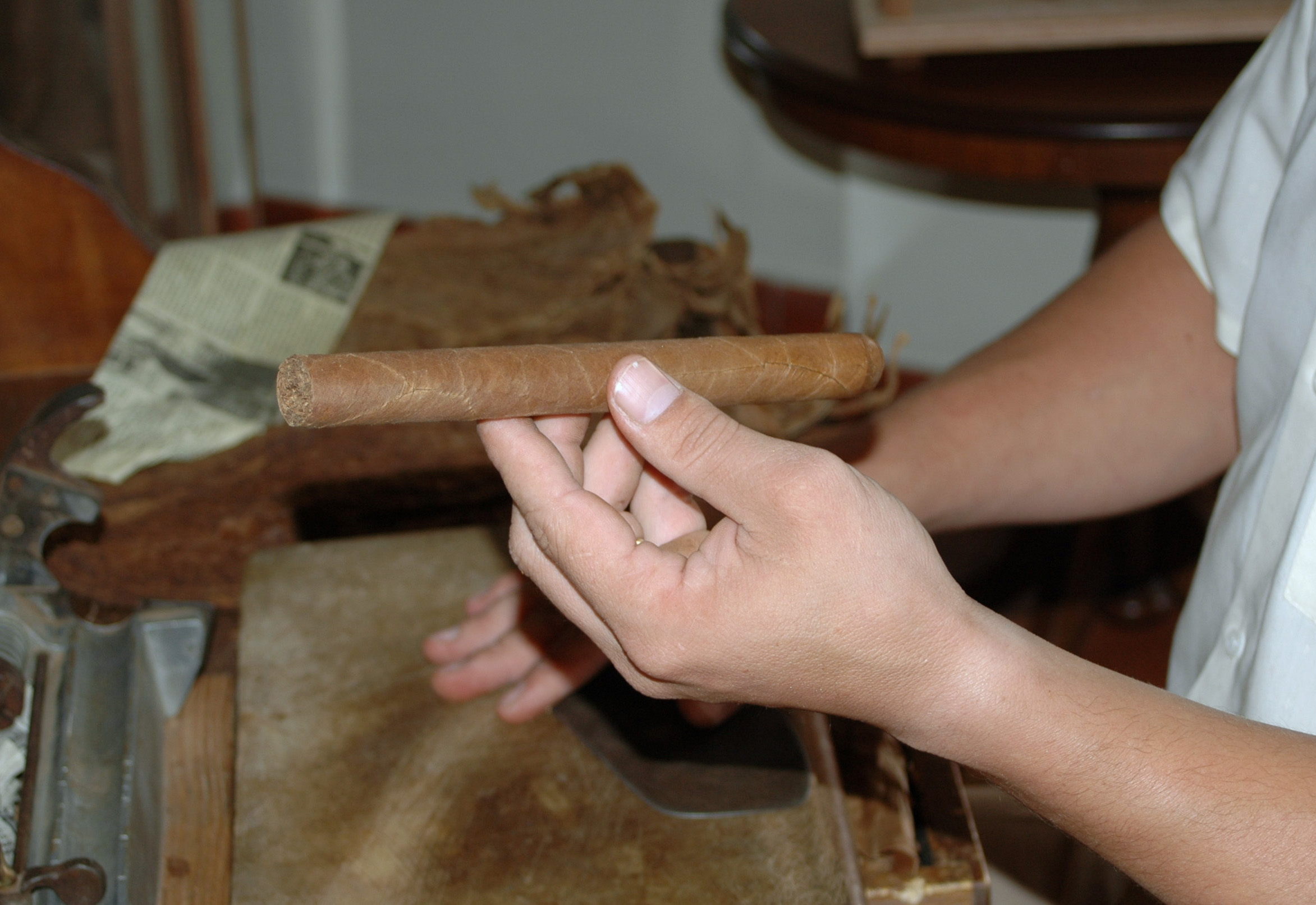
Điếu xì gà thành phẩm
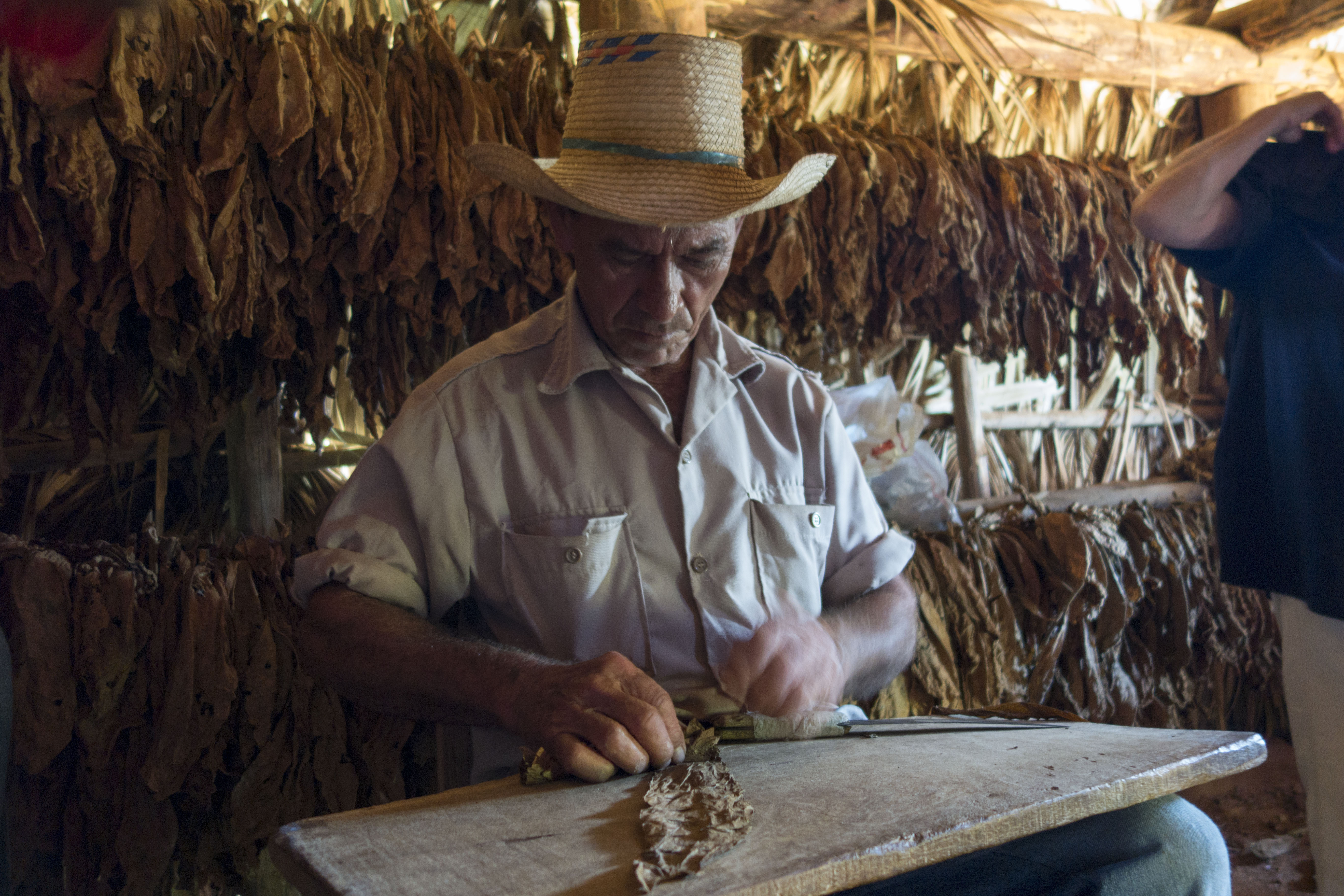
Một nghệ nhân vấn xì gà
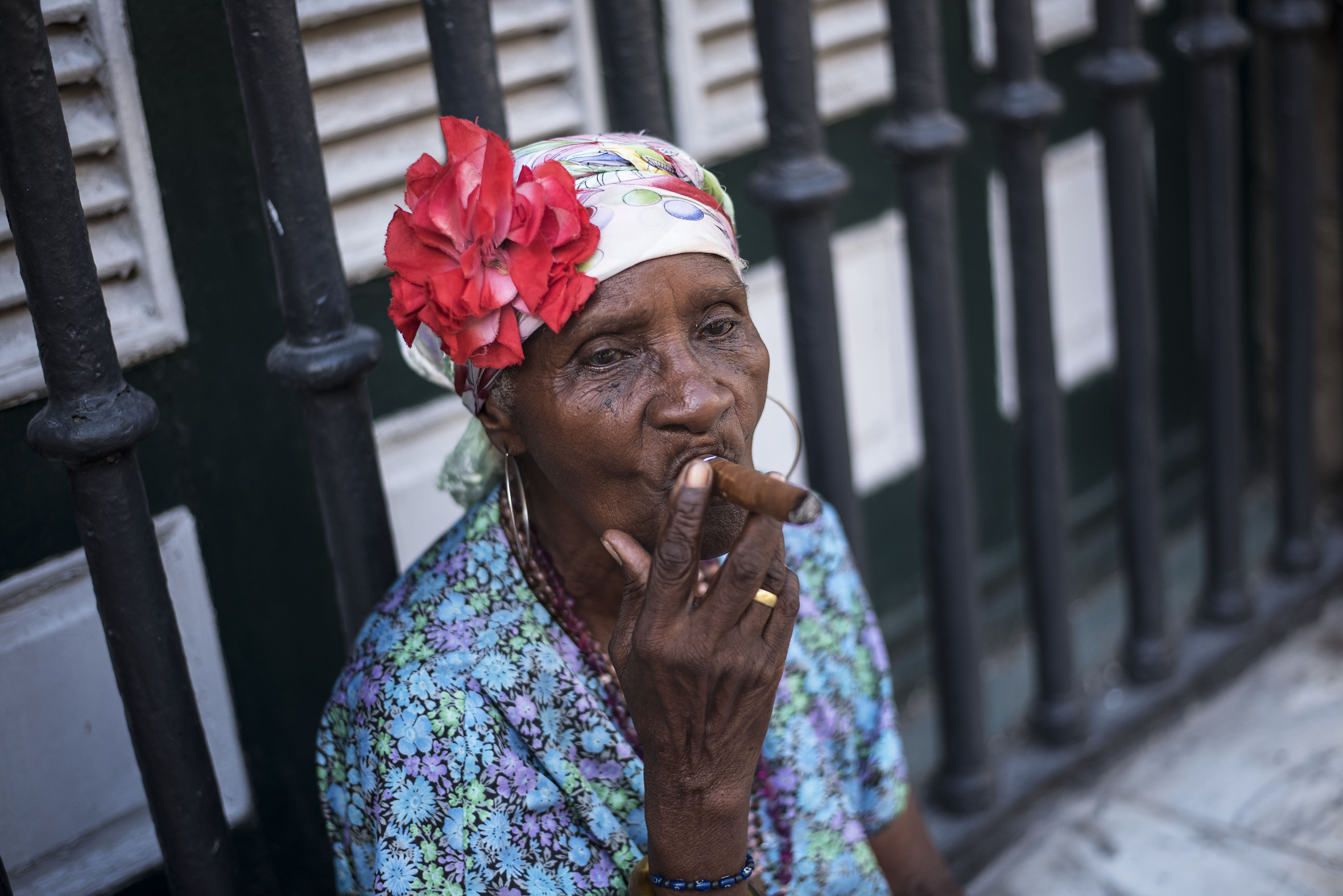
Một bà lão Cuba đang hút xì gà
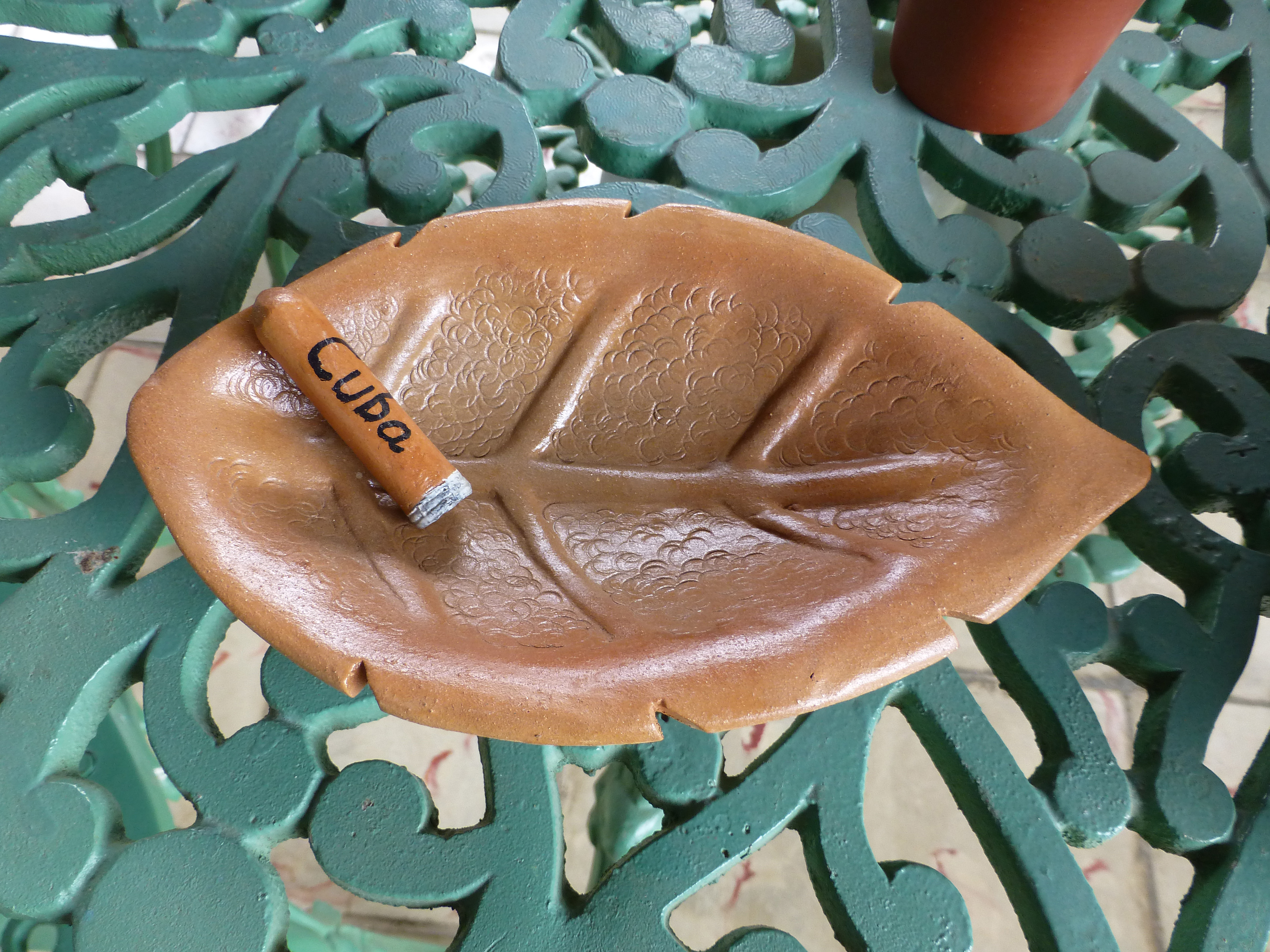
Một điếu xì gà Cuba